# Pakopen
Pakopen is een bestuurslaag in het regentschap Semarang van de provincie Midden-Java, Indonesië. Pakopen telt 4034 inwoners (volkstelling 2010).